# Eriopyga nigridorsia
Eriopyga nigridorsia là một loài bướm đêm trong họ Noctuidae.